# Нідерланди на Чемпіонаті світу з легкої атлетики 2017
Нідерланди на Чемпіонаті світу з легкої атлетики 2017, що проходив з 4 по 13 серпня 2017 року в Лондоні (Велика Британія) були представлені 28 спортсменами.

## Медалісти
| Медаль | Спортсмен     | Змагання                  | Дата     |
| ------ | ------------- | ------------------------- | -------- |
| Бронза | Анук Веттер   | Семиборство               | 6 серпня |
| Бронза | Дафне Схіперс | Біг на 100 метрів (жінки) | 6 серпня |

## Результати

### Чоловіки
Трекові і шосейні дисципліни
| Спортсмен                                                                      | Дисципліна         | Забіги    | Забіги | Півфінал  | Півфінал | Фінал           | Фінал           |
| Спортсмен                                                                      | Дисципліна         | Результат | Місце  | Результат | Місце    | Результат       | Місце           |
| ------------------------------------------------------------------------------ | ------------------ | --------- | ------ | --------- | -------- | --------------- | --------------- |
| Теймен Куперс                                                                  | 800 м              | 1:45.53   | 1 Q    | DNS       | –        | Завершив виступ | Завершив виступ |
| Річард Дума                                                                    | 1500 м             |           |        |           |          |                 |                 |
| Лімарвін Боневасья Вутер Брюс Таймір Бурнет Джованні Кодрінгтон Хенслі Пауліна | Естафета 4 × 100 м |           |        | Н/Д       | Н/Д      |                 |                 |

Технічні дисципліни
| Спортсмен  | Дисципліна         | Кваліфікація | Кваліфікація | Фінал           | Фінал           |
| Спортсмен  | Дисципліна         | Результат    | Місце        | Результат       | Місце           |
| ---------- | ------------------ | ------------ | ------------ | --------------- | --------------- |
| Менно Влун | Стрибки з жердиною | DNS          | –            | Завершив виступ | Завершив виступ |
| Ерік Кадее | Метання диска      | 58.90        | 25           | Завершив виступ | Завершив виступ |

Багатоборство — Десятиборство
| Атлет             | Дисципліна | 100 м | СуД | ШтЯ | СуВ | 400 м | 110б | МДс | СзЖ | МСп | 1500 м | Сума очок | Місце |
| ----------------- | ---------- | ----- | --- | --- | --- | ----- | ---- | --- | --- | --- | ------ | --------- | ----- |
| Пітер Браун       | Результат  |       |     |     |     |       |      |     |     |     |        |           |       |
| Пітер Браун       | Очки       |       |     |     |     |       |      |     |     |     |        |           |       |
| Еелко Сінтніколас | Результат  |       |     |     |     |       |      |     |     |     |        |           |       |
| Еелко Сінтніколас | Очки       |       |     |     |     |       |      |     |     |     |        |           |       |

### Жінки
Трекові і шосейні дисципліни
| Спортсмен                                                                         | Дисципліна         | Забіги    | Забіги  | Півфінал         | Півфінал         | Фінал            | Фінал            |
| Спортсмен                                                                         | Дисципліна         | Результат | Місце   | Результат        | Місце            | Результат        | Місце            |
| --------------------------------------------------------------------------------- | ------------------ | --------- | ------- | ---------------- | ---------------- | ---------------- | ---------------- |
| Джаміль Самюель                                                                   | 100 м              | 11.52     | 32      | Завершила виступ | Завершила виступ | Завершила виступ | Завершила виступ |
| Наомі Сідней                                                                      | 100 м              | 11.43     | 30      | Завершила виступ | Завершила виступ | Завершила виступ | Завершила виступ |
| Дафне Схіперс                                                                     | 100 м              | 11.08     | 7 Q     | 10.98            | 5 Q              | 10.96            | 3                |
| Дафне Схіперс                                                                     | 200 м              | 22.64     | 1 Q     |                  |                  |                  |                  |
| Лісанне де Вітте                                                                  | 400 м              | 52.48     | 30      | Завершила виступ | Завершила виступ | Завершила виступ | Завершила виступ |
| Санне Верстеген                                                                   | 800 м              |           |         |                  |                  |                  |                  |
| Сіфан Гассан                                                                      | 800 м              |           |         |                  |                  |                  |                  |
| 1500 м                                                                            | 4:08.89            | 23 Q      | 4:03.77 | 3 Q              | 4:03.34          | 5                |                  |
| 5000 м                                                                            |                    |           | Н/Д     | Н/Д              |                  |                  |                  |
| 5000 м                                                                            | Сьюзен Круміс      |           | Н/Д     | Н/Д              |                  |                  |                  |
| 10000 м                                                                           | Н/Д                | Н/Д       | Н/Д     | Н/Д              | 31:20.24         | 5                |                  |
| Шарона Баккер                                                                     | 100 м з бар'єрами  |           |         |                  |                  |                  |                  |
| Ефіє Бунс                                                                         | 100 м з бар'єрами  |           |         |                  |                  |                  |                  |
| Надін Віссер                                                                      | 100 м з бар'єрами  |           |         |                  |                  |                  |                  |
| Ефіє Бунс Мадіє Гафур Джаміль Самюель Дафне Схіперс Наомі Сідней Тесса ван Схаген | Естафета 4 × 100 м |           |         | Н/Д              | Н/Д              |                  |                  |
| Лісанне де Вітте Лаура де Вітте Мадіє Гафур Єва Ховенкамп Тесса ван Схаген        | Естафета 4 × 400 м |           |         | Н/Д              | Н/Д              |                  |                  |

Технічні дисципліни
| Спортсмен         | Дисципліна     | Кваліфікація | Кваліфікація | Фінал     | Фінал |
| Спортсмен         | Дисципліна     | Результат    | Місце        | Результат | Місце |
| ----------------- | -------------- | ------------ | ------------ | --------- | ----- |
| Мелісса Бекельман | Штовхання ядра | 17.88        | 9 q          | 17.73     | 11    |

Багатоборство — Семиборство
| Атлет          | Дисципліна | 100б     | СуВ     | ШтЯ   | 200 м    | СуД     | МСп       | 800 м      | Сума очок | Місце |
| -------------- | ---------- | -------- | ------- | ----- | -------- | ------- | --------- | ---------- | --------- | ----- |
| Надіне Брурсен | Результат  | 13.79    | 1.83    | 14.09 | 24.98 SB | 5.95    | DNS       |            | DNF       | –     |
| Надіне Брурсен | Очки       | 1008     | 1016    | 800   | 889      | 834     | 0         | –          | DNF       | –     |
| Анук Веттер    | Результат  | 13.31 SB | 1.77 SB | 15.09 | 24.36    | 6.32 SB | 58.41 CHB | 2:19.43 SB | 6636 NR   | 3     |
| Анук Веттер    | Очки       | 1078     | 941     | 867   | 946      | 949     | 1024      | 831        | 6636 NR   | 3     |
| Надін Віссер   | Результат  | 12.85    | 1.77 SB | 12.96 | 23.73    | 6.30 SB | 42.26     | 2:14.74 PB | 6370 SB   | 7     |
| Надін Віссер   | Очки       | 1147     | 941     | 725   | 1007     | 943     | 711       | 896        | 6370 SB   | 7     |